# Pronephrium millarae
Pronephrium millarae är en kärrbräkenväxtart som beskrevs av Holtt. Pronephrium millarae ingår i släktet Pronephrium och familjen Thelypteridaceae. Inga underarter finns listade.